# Shaun Donovan
Shaun Lawrence Sarda Donovan (New York, 24 januari 1966) is een Amerikaans ambtenaar en politicus van de Democratische Partij. Hij was minister van Volkshuisvesting en Stedelijke Ontwikkeling in het kabinet-Obama van 2009 tot 2014 en directeur van het Bureau voor Management en Budget van 2014 tot 2017. In 2021 was hij kandidaat bij de burgemeestersverkiezingen van New York.

## Carrière
Donovan is sinds 1995 actief in de huisvestingssector en had tussen 2004 en 2009 zitting in het stadsbestuur van New York, waar hij het departement van Huisvesting leidde onder toenmalig burgemeester Michael Bloomberg. Op 13 december 2008 kondigde toenmalig president-elect Barack Obama in zijn wekelijkse radiotoespraak aan dat hij Donovan had gekozen als minister van Volkshuisvesting en Stedelijke Ontwikkeling. Donovan werd op 20 januari 2009 unaniem bevestigd in de Amerikaanse Senaat.
In de zomer van 2014 legde hij zijn ministerschap neer om directeur te worden van het Bureau voor Management en Budget. Hij behield deze functie tot het einde van Obama's presidentschap op 20 januari 2017.
Op 3 februari 2020 kondigde Donovan zijn kandidatuur aan voor het burgemeesterschap van New York, waarvoor de verkiezingen plaatsvonden in 2021. Tijdens de voorverkiezingen van de Democratische Partij werd hij in de vierde ronde uitgeschakeld.
- Library of Congress Control Number: no2009111058
- National Archives and Records Administration: 102278244
- SNAC: w6bq0s14
- Système universitaire de documentation: 262083086
- Virtual International Authority File: 91171358
- WorldCat: E39PBJqKct4tMKBVk8DJhCfXh3